# 3 Way
| Recensione | Giudizio |
| ---------- | -------- |
| Pitchfork  | [ 1 ]    |
| HipHopDX   | [ 2 ]    |

3 Way (o 3 Way EP) è il primo EP del trio musicale statunitense Migos, pubblicato il 7 luglio 2016 da Quality Control Music e YRN tha Label.

## Descrizione
La produzione dell'EP è stata gestita da Zaytoven, Cassius Jay, Dun Deal e Ricky Racks.
3 Way generalmente ha ricevuto recensioni positive. Pitchfork ha assegnato all'EP una valutazione di 6,5 su 10 mentre HipHopDX ha dato 3,5 su 5.

## Tracce
Testi di Quavious Marshall, Kirsnick Ball and Kiari Cephus.
1. 3 Way (Intro) – 3:44 (musica: Xavier Lamar Dotson)
2. Savages Only – 5:05 (musica: Cassius Jay)
3. Coppers And Robbers – 3:55 (musica: Dotson)
4. Can't Go Out Sad – 4:33 (musica: Ricky Harrell, Jr.)
5. Slide On Em (feat. Blac Youngsta) – 3:30 (musica: David Maximillian Cunningham)

Durata totale: 20:47